# Batrachotetrix tectinota
Batrachotetrix tectinota är en insektsart som beskrevs av Boris Petrovich Uvarov 1931. Batrachotetrix tectinota ingår i släktet Batrachotetrix och familjen Pamphagidae. Inga underarter finns listade i Catalogue of Life.